# First Class 10
First Class 10 es la denominación de los monotipos de regata diseñados en 1982 por Jean Marie Finot, del Grupo Finot, y el diseñador naval Jacques Fouroux para el astillero Beneteau.
Entre 1982 y 1987 se construyeron 114 unidades. Lleva un motor bicilíndrico intraborda Yanmar 2GM y tiene capacidad para acomodar a seis tripulantes en su cabina .